# Бобров, Алексей Олегович (энергетик)
Алексей Олегович Бобров (род. 22 января 1968, Свердловск) — российский предприниматель, менеджер, энергетик.

## Ранние годы
Родился 22 января 1968 года в Екатеринбурге.
В 1993 году окончил Свердловский юридический институт по специальности «Правоведение». В 1993—1999 гг. возглавлял ряд крупных коммерческих структур в Екатеринбурге. В 1999 году занимал пост заместителя генерального директора Главного агентства воздушных сообщений гражданской авиации Федеральной авиационной службы России (Москва).

## Деятельность в энергетике в2000-е годы
В большой энергетике — с 1999 года, работал заместителем генерального директора ОАО «Тюменьэнерго» (Сургут), затем — первым заместителем генерального директора ОАО «Тюменьэнерго». С 1 марта по 19 мая 2003 года — первый заместитель генерального директора, с мая 2003 года — генеральный директор ОАО «Уральская энергетическая управляющая компания». 11 января 2005 года Алексей Бобров был назначен генеральным директором ОАО «Межрегиональная распределительная сетевая компания Урала и Волги». Алексей Бобров женат, воспитывает четверых детей.
В марте 2009 года оставил пост генерального директора МРСК Урала.

## Хоккей
В конце 2012 года возглавил попечительский совет екатеринбургского хоккейного клуба «Автомобилист», в феврале 2013 года стал президентом этого клуба. Издание Znak.com в феврале 2013 года характеризовало Боброва как «близкого к [губернатору Свердловской области] Евгению Куйвашеву бизнесмена» и отмечало, что губернатор, «как и обещал», нашёл для клуба спонсора — банк «Агропромкредит», совладельцем которого является Бобров. При руководстве Боброва вырос бюджет клуба, оживился маркетинг, появились определённые спортивные успехи.
4 апреля 2016 года Бобров подал заявление об уходе с должности президента «Автомобилиста» и о выходе из попечительского совета клуба. Подводя итоги своего руководства клубом, Бобров заявил, что принял его «в разрушенном состоянии: огромные долги, украдено всё, что только можно», а теперь положение совершенно иное и клуб стал «чётко работающей структурой». По словам Боброва, за период его руководства «целый ряд лояльных мне и моим партнёрам компаний» вложили в клуб более 700 млн рублей.

## Недвижимость и второе гражданство
По данным издания ystav.com, в 2007 году получил гражданство Австрии.
По данным «Новой газеты», А. Бобров весной 2020 г. купил в Лондоне таунхаус за 1 млрд. 334 млн. 328 тыс. рублей.